# آکولوفسکایا
آکولوفسکایا (به لاتین: Akulovskaya) یک منطقهٔ مسکونی در روسیه است که در استان آرخانگلسک واقع شده‌است.